# 城 (名護市)
城（ぐすく）は沖縄県名護市の町名。郵便番号は905-0013。

## 地理
東江・港・大東・大中・大西と隣接する。城一丁目は名護市の商業の中心地で公設市場や商店街はこの地域に集中している。また飲み屋も多く昼間だけでなく夜間も飲み屋街を中心に多い。住宅は本部循環線沿いから海側がほとんど。国道に面した部分は復帰後に埋め立てられた。港1丁目との境界線付近では住居実施前は「港区」だったところもある。城二丁目は一丁目に比べ、店舗がそれほど多くはないものの、かつては映画館が何軒かあり、今でもボウリング場がある。最近では1丁目よりも街の衰退が激しく、空き店舗も多い。住宅は旧国道から海側がほとんど。国道に面した部分は復帰後に埋め立てられた。城三丁目は現在の国道58号とあわせて復帰後に埋め立てられ、全域が名護漁港構内となっており無住地域となっている。そのため住居表示実施時に番号区画はされているものの、漁港関係の建物が数ヶ所あるのみでほとんどが空き地のままである。また国道側にフェンスが張られているため、普段漁港関係者以外一般市民が入ることはできないが、7月末に行われるオリオン・ビアフェスタを兼ねた夏祭りでは全域が会場となるため一般市民も入ることができる。

## 歴史
かつては名護町大兼久、その後名護市字名護の中の行政区の一つだったが、1991年の住居表示実施で隣の港区とともに正式な町名となり、1丁目～3丁目がつけられた。戦前までは港区も城の一部だったが、1946年に分離した。なお近くに名護城址があるが、離れており町域内にはない。
古くから、名護市のみならず沖縄本島北部の商業の中心地として発展していった。名護市の商店街はこの地域に集中していた。また名護十字路、城十字路、名護漁港入口交差点は1980年代半ばまで北部地域の交通の要所で、中南部方面から本部半島方面と山原（国頭村など）方面への分岐点だった。名護十字路付近はよく交通渋滞が起き、本部半島方面と山原方面を間違える車も多かったが、1986年に国道58号名護バイパスが全線開通すると、車の流れは名護漁港入口交差点を通過し北西寄りの宮里3丁目交差点に移り、名護十字路と城十字路を通る車は大幅に少なくなった。そしてバイパスの開通と同時に1990年代以降、大型スーパーなど商業施設がバイパス沿いに進出すると商業の中心はそちらに移っていき、かつての賑わいに陰りがみえ、空き店舗も多くなってきた。
そのため店舗などが多くで住宅はかつての海沿いである現国道と旧国道の間にある一部のエリアにとどまっている。沖縄県道71号名護宜野座線を境に北が1丁目、南が2丁目に分かれている。一丁目と二丁目の国道沿いの部分と三丁目は復帰後に埋め立てられたところで、全域が名護漁港となっている。また三丁目は住居表示実施前には「港区」に属していた。

## 交通

### 道路
- 国道58号

（1987年まで内側の旧道と次の県道が指定されていた。現道は同年まで国道449号、1982年までが本部循環線）
- 沖縄県道71号名護宜野座線（1993年までは本部循環線、1987年まではこちらが国道58号だった）
- 沖縄県道84号名護本部線
- 沖縄県道91号本部循環線

### バス
地域内にはバス停が大中と名護十字路の2ヶ所だが、後者が県道71号側と84号側の2ヶ所に分かれているため、進行方向によって停車する場所が違うので注意が必要。高速バスを除く名護バスターミナル発着のすべてのバス路線が停車する。
- 20番・名護西線（琉球バス交通・沖縄バス共同運行）
- 65番・本部半島（渡久地廻り）線（琉球バス交通・沖縄バス共同運行）
- 66番・本部半島（今帰仁廻り）線（琉球バス交通・沖縄バス共同運行）
- 67番・辺土名線（琉球バス交通・沖縄バス共同運行）
- 70番・備瀬線（琉球バス交通・沖縄バス共同運行）
- 72番・屋我地線（琉球バス交通・沖縄バス共同運行）
- 76番・瀬底線（琉球バス交通・沖縄バス共同運行）
- 77番・名護東（辺野古経由）線（沖縄バス）
- 78番・名護東部線（琉球バス交通・沖縄バス共同運行）
- 120番・名護西空港線（琉球バス交通・沖縄バス共同運行）

## 施設
- 城公民館 - 城二丁目に所在。
- 名護漁港 - 城三丁目に所在。
- 名護漁業協同組合 - 城三丁目に所在。
- 名護市営市場 - 城一丁目に所在。
- コザ信用金庫名護支店 - 城一丁目に所在。

### かつてあった施設
- 沖縄海邦銀行名護支店 - 城二丁目にあったが2020年に宮里に開店したやんばる支店内に統合される形で移転（店舗内店舗として存続）。
- FMやんばる - 城一丁目にあったが2021年に宮里に移転（送信所は宇茂佐にあったが、現在は多野岳に移設しエリア拡大）。